# كأس النرويج 2010
كأس النرويج 2010 (بالنرويجية: Norgesmesterskapet i fotball for menn 2010)‏ هو الموسم 105 من  كأس النرويج. أقيم خلال الفترة 11 أبريل 2010 وحتى 14 نوفمبر 2010، وأشرف على تنظيمه اتحاد النرويج لكرة القدم، وكان عدد الأندية المشاركة فيه  32، وفاز فيه نادي سترومسغودست لكرة القدم.